# 4Gamer.net
4Gamer.net es un sitio web japonés de videojuegos operado por Aetas Inc. Fue lanzado en agosto del año 2000.
El sitio se centró inicialmente en «juegos occidentales» como los géneros FPS y RTS, el mercado de los videojuegos, junto con los MMORPG y los simuladores de cita. Hoy en día, 4Gamer.net es un sitio web de información completa acerca de los videojuegos.
Es uno de los sitios web de videojuegos más grandes de Japón. Ha sido referenciado frecuentemente por Famitsu, al igual que otros sitios occidentales de videojuegos incluyendo a IGN, GameTrailers, Eurogamer y 1Up.com.